# ۵ اوت
۵ اوت در تقویم گرگوری، دویست و هفدهمین (در سال‌های کبیسه دویست و هجدهمین) روز سال است. ۱۴۸ روز تا پایان سال باقی است.

## مناسبتها
- روز استقلال کشور آفریقایی «بورکینا فاسو» از استعمار فرانسه (۱۹۶۰م)

## رویدادها
- اختراع موتور دیزل توسط «رودلْفْ دیزل» مهندس آلمانی (۱۸۹۵م)
- ۱۹۰۶ - مظفرالدین شاه قاجار، پادشاه ایران سرانجام فرمان مشروطیت را امضاء کرد تا حکومت مشروطه برای نخستین بار در ایران تأسیس شود.
- ۱۹۴۰ - اتحاد جماهیر شوروی در جریان جنگ جهانی دوم و بر اساس قرارداد عدم مخاصمه با آلمان نازی (قرارداد مولوتوف-ریبنتروپ) کشور لاتویا را به خاک خود ضمیمه کرد.
- ۱۹۴۱ - نبرد بر سر شهر اسمولنسک در ۴۰۰ کیلومتری غرب مسکو و ۵۰۰ کیلومتری عمق خاک شوروی در جریان جنگ دوم جهانی بین نیروهای مهاجم آلمان نازی و مدافعان شوروی پس از یک ماه با پیروزی آلمانی‌ها، به اسارت گرفته شدن بیش از ۳۰۰ هزار سرباز ارتش سرخ و مرگ بیش از ۷۵۰ هزار نفر دیگر به پایان رسید.
- امضای قرارداد منع آزمایش‌های هسته‌ای میان آمریکا، شوروی و انگلیس (۱۹۶۳م)
- ۲۰۱۵ - برخی قطعات به جا مانده از لاشه هواپیمای پرواز شماره ۳۷۰ هواپیمایی مالزی که با ۲۳۹ سرنشین از مارس ۲۰۱۴ مفقود شده بود، در سواحل جزایر رئونیون فرانسه در شرق آفریقا کشف شد.
- ۲۰۱۶ - به دنبال فراخوان گروه‌های مخالف اعتراضات گسترده مردمی علیه دستگاه حاکمه در اتیوپی آغاز شد. معترضان خواهان اصلاحات سیاسی و اجتماعی از جمله پایان دادن به نقض حقوق بشر، قتل غیرنظامیان، بازداشت‌های دسته‌جمعی و انزوای سیاسی گروه‌های مخالف دولت بودند.

## زادروزها
- ۱۹۰۶ - اتوره مایورانا، فیزیک‌دان نظری ایتالیایی.
- «هانری موپاسان» نویسنده و رمان‌نویس شهیر فرانسوی (۱۸۵۰م)
- ۱۸۴۶ - آناستاس کرملی، کشیش، روزنامه‌نگار، تاریخ‌نگار، ادیب و زبان‌شناس عراقی-لبنانی.
- ۱۸۵۰ - گی دوموپاسان، رمان‌نویس فرانسوی (درگذشتهٔ ۱۸۹۳).
- ۱۹۰۵ - آرتیوم میکویان، مهندس و استاد دانشگاه ارمنستانی و یکی از مؤسسان شرکت هواپیما سازی میگ (ساناهین، ارمنستان، امپراتوری روسیه)
- ۱۹۲۰ – جان شارپ، بازیگر اهل بریتانیا (د. ۱۹۹۲)
- ۱۹۳۰ - نیل آرمسترانگ، خلبان، فضانورد و استاد دانشگاه آمریکایی و نخستین کسی که قدم بر ماه نهاد (واپاکونتا، اوهایو، ایالات متحده)
- ۱۹۶۸ - مرین لو پن، سیاستمدار فرانسوی و رهبر جبهه ملی این کشور (نوی سور سن، پاریس، فرانسه)
- ۱۹۸۵ - سالومون کالو، فوتبالیست ساحل عاجی
- ۲۰۰۴ - گاوی، فوتبالیست اسپانیایی

## مرگ‌ها
- ۱۹۶۲ - نورما جین مورتنسون معروف به مریلین مونرو، بازیگر، خواننده و مدل آمریکایی (لس آنجلس، کالیفرنیا، ایالات متحده)
- ۱۹۷۰ - آنتونیوس قندلفت، روحانی مسیحی و نویسنده سوری-لبنانی.
- ۱۹۸۱ - محمد العدنانی،  شاعر و زبان‌شناس فلسطینی.[۱]